# Bibimys chacoensis
El ratón de hocico rosado norteño (Bibimys chacoensis) es una especie de roedor del género Bibimys de la familia Cricetidae. Habita en el centro-norte del Cono Sur de Sudamérica.

## Taxonomía
Esta especie fue descrita originalmente en el año 1931 por el zoólogo Harold H. Shamel, bajo el nombre científico de Akodon chacoensis. Elio Massoia lo transfirió a Bibimys en 1980.
Localidad tipo
La localidad tipo referida es: “Las Palmas, provincia del Chaco, Argentina”.
Etimología
El término específico es un topónimo que refiere a la provincia en la cual fue colectado el ejemplar tipo: Chaco.

## Distribución geográfica yhábitat
Este roedor se distribuye de manera endémica en pastizales próximos a selvas en galerías en el chaco húmedo de las provincias de Formosa y Chaco y en el ecosistema de los campos y malezales de Misiones, nordeste de la Argentina, así como también el este del Paraguay.

## Conservación
Según la organización internacional dedicada a la conservación de los recursos naturales Unión Internacional para la Conservación de la Naturaleza (IUCN), al no poseer mayores peligros y vivir en algunas áreas protegidas, la clasificó como una especie bajo “preocupación menor” en su obra: Lista Roja de Especies Amenazadas.